# Журнал древней и новой словесности
«Журнал древней и новой словесности» — издавался в Петербурге в 1818—1819 годах 2 раза в месяц. Вышло 24 книги.
Издатель: Олин, Валериан Николаевич.
Большая часть содержания (статьи и стихи) являлась переводами Толмачева и Олина из произведений Вергилия, Горация, Петрония, Плиния, Саллюстия, Тибулла или подражания им. Также печатались и произведения современной русской литературы: публиковались  стихи и философские повести Ф. Глинки, басни И. А. Крылова («Овцы и собаки», 1818, № 1; «Медведь и мужик», 1818, № 3; «Мужик и змея», 1818, № 2), а также многие произведения В. Капниста, Н. Кутузова, Я. Толстого, Д. Хвостова, А. Шишкова и др.
Здесь в 1818, № 6 было впервые опубликовано письмо М. В. Ломоносова к И. И. Шувалову «О сохранении и размножении русского народа» от 1 ноября 1761, что вызвало скандал. Министр духовных дел и народного просвещения нашел в нем «мысли предосудительные, несправедливые, противные православной церкви и оскорбляющие честь нашего духовенства», из-за чего произошла перемена цензора, допустившего печать.
Разделы журнала: "Словесность" (проза, стихи), "Науки", "Критика", "Смесь".
Номера онлайн
| 1818              | 1819               |
| ----------------- | ------------------ |
| Ч.1, № 1 (июль)   | Ч. 4, № 1 (янв.)   |
| Ч.1, № 2 (июль)   | Ч. 4, № 2 (янв.)   |
| Ч.1, № 3 (авг.)   | Ч. 4, № 3 (февр.)  |
| Ч.1, № 4 (авг.)   | Ч. .4, № 4 (февр.) |
| Ч.2, № 5 (сент.)  | Ч.5, № 5 (март)    |
| Ч.2, № 6 (сент.)  | Ч.5, № 6 (март)    |
| Ч.2, № 7 (окт.)   | Ч.5, № 7 (апр.)    |
| Ч.2, № 8 (окт.)   | Ч. 5, № 8 (апр.)   |
| Ч.3, № 9 (нояб.)  | Ч. 6, № 9 (май)    |
| Ч.3, № 10 (нояб.) | Ч.6, № 10 (май)    |
| Ч.3, № 11 (дек.)  | Ч. .6, № 11 (июнь) |
| Ч.3, № 12 (дек.)  | Ч. 6, № 12 (июнь)  |